# 1820 في فرنسا
فيما يلي قوائم الأحداث التي وقعت خلال عام 1820 في فرنسا.

## سياسة

### تعيين في المنصب
- 20 فبراير – أرماند عمانويل دو بليسي دو ريشليو head of government of France ‏.

### انتهاء فترة المنصب
- 1 يناير – جاك لافيت Governor of the Bank of France [الإنجليزية]‏.
- 20 فبراير – إيلي ديكاز head of government of France ‏.

## مواليد

### مارس
- 24 مارس – إدموند بيكيريل فيزيائي فرنسي.

### أبريل
- 6 أبريل – نادر
- 23 أبريل – جوليس زيلر مؤرخ فرنسي.

### يونيو
- 15 يونيو – كلود أوغست لامي
- 30 يونيو – جوليس بونيت

### أغسطس
- 29 أغسطس – أدريان بونيت سياسي فرنسي.

### سبتمبر
- 29 سبتمبر – هنري كونت تشامبورد

### أكتوبر
- 17 أكتوبر – إدوارد روش عالم فلك فرنسي.
- 24 أكتوبر – يوجين فرومنتان رسام فرنسي.

## وفيات

### يناير
- 21 يناير – باليسوت دو بوفوا (مواليد 1752)

### فبراير
- 14 فبراير – تشارلز فرديناند، دوق بيري (مواليد 1778) سياسي فرنسي.

### أبريل
- 25 أبريل – قسطنطين فرانسوا فولني (مواليد 1757)

### أغسطس
- 6 أغسطس – إليزا بونابرت (مواليد 1777)

### أكتوبر
- 5 أكتوبر – كلوديوس جيمس ريج (مواليد 1787)